# Gentilés de France H
Pour un article plus général, voir Gentilés de France.
Gentilés des communes françaises par ordre alphabétique
- A
- B
- C
- D
- E
- F
- G
- H
- I
- J
- K
- L
- M
- N
- O
- P
- Q
- R
- S
- T
- U
- V
- W
- X
- Y
- Z

- Le Havre : Havrais
- Heutrégiville : Huldériquois
- Hillion : Hillionais
- Hirson : Hirsonnais
- Houilles : Ovillois
- Huisseau-sur-Cosson : Huissellois
- Hyères : Hyérois
- Le Hommet-d'Arthenay : Saint-Pierrots

## Pour approfondir